# 平沢要
平沢 要（ひらさわ かなめ、1891年〈明治24年〉4月11日 - 1957年〈昭和32年〉5月25日）は、日本の逓信官僚。

## 経歴
長野県上伊那郡西春近村（現・伊那市）出身。旧制第一高等学校を経て、1916年（大正5年）に高等文官試験に合格し、翌年に東京帝国大学法科大学独法科を卒業した。逓信省に入り、為替貯金局書記、同事務官補・逓信事務官補、電気局事務官、逓信省参事官・大臣官房文書課勤務、逓信書記官・電気局監理課長、同業務課長、大臣官房文書課長、広島逓信局長を歴任。1936年（昭和11年）、逓信省電務局長・逓信官吏練習所長となり、翌年には逓信次官に就任した。
退官後は中支那振興株式会社副総裁に就任し、1943年（昭和18年）まで在任した。その後は関東配電株式会社社長を務めた。
戦後、1947年（昭和22年）10月から1951年（昭和26年）8月まで公職追放となった。